# Scott Williams (rugby à XV)
Pour les articles homonymes, voir Scott Williams et Williams.

a Compétitions nationales et continentales officielles uniquement.

b Matchs officiels uniquement.
Dernière mise à jour le 8 juillet 2024.
Scott Mathew Williams, né le 10 octobre 1990 à Carmarthen (pays de Galles), est un joueur international gallois de rugby à XV évoluant au poste de centre (1,85 m pour 100 kg). Il joue au sein de la franchise galloise des Scarlets dans le United Rugby Championship depuis 2021.

## Biographie
Williams fait partie des équipes galloises des moins de 16, moins de 18 et moins de 20 ans. Il fait ses débuts pour l'équipe galloise le 9 mai 2011. Williams fait partie de l'effectif gallois lors de la Coupe du monde 2011, et le 26 septembre, il marque 3 essais lors d'un match en Poule D contre la Namibie. Lors du Tournoi des Six Nations 2012, il marque l'essai décisif pour le pays de Galles face au XV de la Rose à la 75e minute du match à Twickenham.

### En équipe nationale
Il a obtenu sa première cape internationale le 4 juin 2011 à l’occasion d’un match contre l'équipe des Barbarians à Cardiff (pays de Galles).

## Palmarès

### En club
- Vainqueur du Championnat du pays de Galles en 2011 avec Llanelli RFC.
- Vainqueur de la Coupe du pays de Galles en 2010 avec Llanelli RFC.
- Vainqueur du Pro12 en 2017 avec les Scarlets.
- Finaliste du Pro14 en 2018 avec les Scarlets.

### En sélection nationale
- Vainqueur du Tournoi des Six Nations en 2012 (Grand Chelem) et en 2013 avec le pays de Galles.

## Statistiques en équipe nationale
Au 11 juillet 2023, Scott Williams compte 58 sélections avec le pays de Galles, dont 36 en tant que titulaire. Il totalise 60 points, douze essais. Il obtient sa première sélection le 4 juin 2011 à Cardiff contre les Barbarians.
Il participe à six éditions du Tournoi des Six Nations, en 2012, 2013, 2014, 2015, 2017 et 2018. 
Il participe à deux éditions de la Coupe du monde : en 2011, il dispute trois rencontres, face à la Namibie, les Fidji et l'Australie et marquant 20 points, quatre essais. Quatre ans plus tard, en 2015, il joue deux rencontres, face à l'Uruguay et l'Angleterre.
Il est capitaine du quinze de Galles à une reprise, le 8 août 2015.